# Blankenfelde-Mahlow

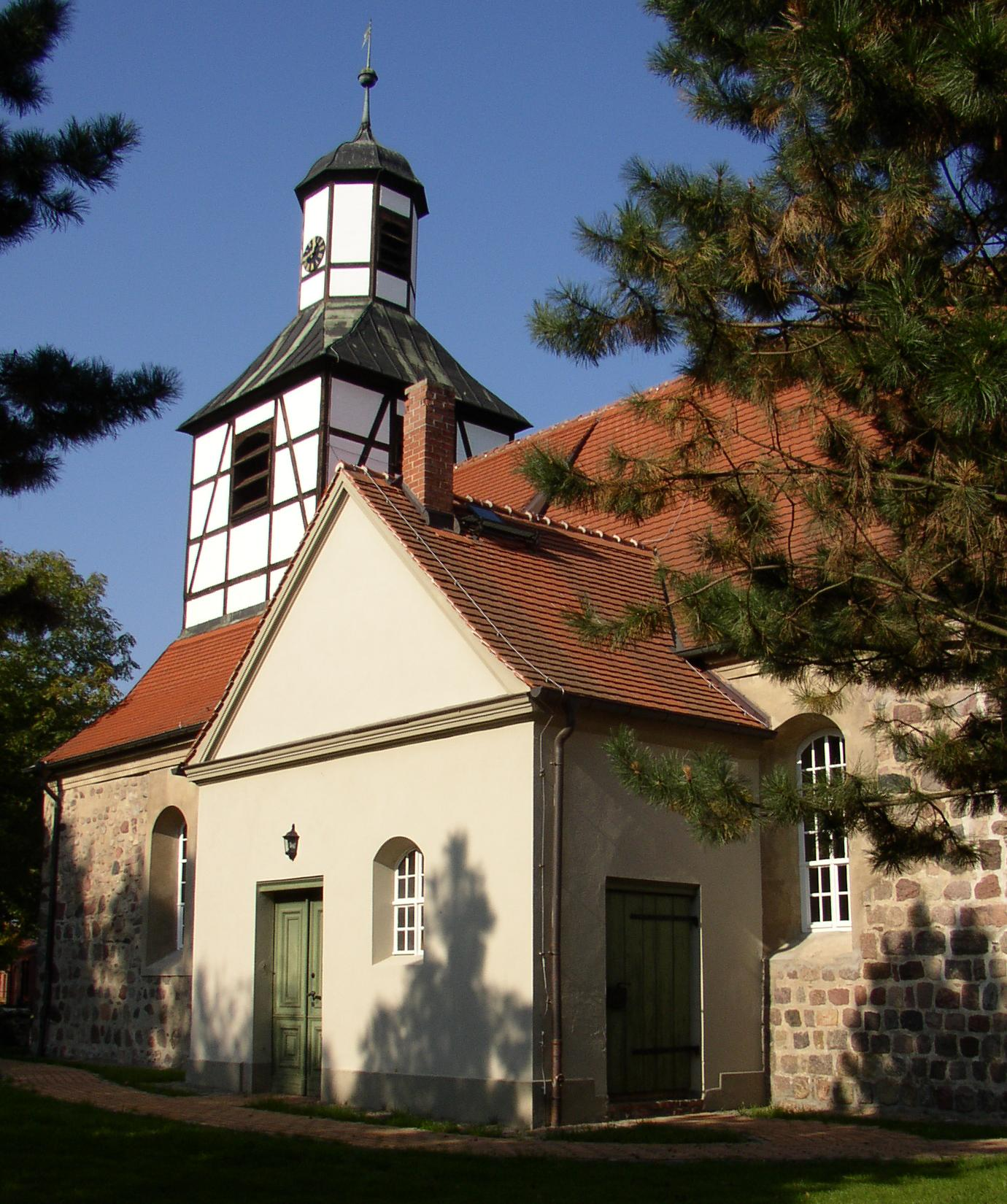
Nhà thờ ở Blankenfelde

Blankenfelde-Mahlow là một đô thị thuộc huyện Teltow-Fläming, bang Brandenburg, Đức. Đô thị Blankenfelde-Mahlow có diện tích 54,89 km², dân số thời điểm 31 tháng 12 năm 2006 là 24.907 người. Đô thị này có cự ly khoảng 3 km về phía nam Berlin.